# Fabian Kalig
Fabian Kalig (Wiesbaden, 28 marzo 1993) è un ex calciatore tedesco, di ruolo difensore.